# Paratuerta laminifera
Paratuerta laminifera là một loài bướm đêm trong họ Noctuidae.